# 第5回NHK紅白歌合戦
『第5回NHK紅白歌合戦』（だいごかいエヌエイチケイこうはくうたがっせん）は、1954年（昭和29年）12月31日に日比谷公会堂で行われた、通算5回目のNHK紅白歌合戦。21時15分 - 23時00分にNHKで生放送された。

## 出演者

### 司会者
- 紅組司会：福士夏江 - NHKアナウンサー
- 白組司会：高橋圭三 - NHKアナウンサー
- 総合司会：石井鐘三郎 - NHKアナウンサー

### 出場歌手
紅組、      白組、      初出場、      返り咲き。
| 曲順 | 組 | 歌手名         | 回 | 曲目                           |
| ---- | -- | -------------- | -- | ------------------------------ |
| 1    | 紅 | 宮城まり子     | 初 | 毒消しゃいらんかね             |
| 2    | 白 | 岡本敦郎       | 4  | 高原列車は行く                 |
| 3    | 紅 | 奈良光枝       | 3  | 白いランプの灯る道             |
| 4    | 白 | 真木不二夫     | 2  | 山の呼ぶ声母の声               |
| 5    | 紅 | 江利チエミ     | 2  | ウスクダラ                     |
| 6    | 白 | 浜口庫之助     | 2  | セントルイス・ブルース・マンボ |
| 7    | 紅 | 川田孝子       | 初 | 山の乙女                       |
| 8    | 白 | 河野ヨシユキ   | 初 | キツツキの赤いトランク         |
| 9    | 紅 | 松田トシ       | 初 | 村の娘                         |
| 10   | 白 | 藤山一郎       | 5  | ケンタッキーの我が家           |
| 11   | 紅 | 雪村いづみ     | 初 | オー・マイ・パパ               |
| 12   | 白 | 高英男         | 2  | ロマンス                       |
| 13   | 紅 | 菊池章子       | 4  | 春の舞妓                       |
| 14   | 白 | 津村謙         | 4  | 待ちましょう                   |
| 15   | 紅 | 神楽坂はん子   | 2  | 見ないで頂戴お月さま           |
| 16   | 白 | 春日八郎       | 初 | お富さん                       |
| 17   | 白 | 笈田敏夫       | 2  | 愛の泉                         |
| 18   | 紅 | ペギー葉山     | 初 | 月光のチャペル                 |
| 19   | 白 | 近江俊郎       | 4  | 忘れないよ                     |
| 20   | 紅 | 松島詩子       | 4  | スペインの恋唄                 |
| 21   | 白 | 藤原義江       | 初 | 鉾をおさめて                   |
| 22   | 紅 | 長門美保       | 初 | 松島音頭                       |
| 23   | 白 | 伊藤久男       | 4  | 数寄屋橋エレジー               |
| 24   | 紅 | 淡谷のり子     | 2  | 枯葉                           |
| 25   | 白 | 小畑実         | 2  | 長崎の街角で                   |
| 26   | 紅 | 美空ひばり     | 初 | ひばりのマドロスさん           |
| 27   | 白 | ディック・ミネ | 3  | 雨の酒場で                     |
| 28   | 紅 | 二葉あき子     | 5  | パダム・パダム                 |
| 29   | 白 | 霧島昇         | 3  | 石狩エレジー                   |
| 30   | 紅 | 渡辺はま子     | 4  | 東京の薔薇                     |

前回の出場歌手の中より不選出となった歌手は以下。
- 紅組:赤坂小梅・池真理子・織井茂子・小唄勝太郎・三条町子・三味線豊吉・菅原都々子・服部富子
- 白組:宇都美清・岸井明・鈴木正夫・竹山逸郎・鶴田六郎・灰田勝彦・林伊佐緒

### 審査員
- 春日由三 - NHKラジオ局長。審査委員長。
- 吉川義雄 - NHKテレビ局長。
- 渋沢秀雄 - エッセイスト。
- 横山隆一 - 漫画家。
- 西崎緑 - 舞踊家。
- 貝谷八百子 - バレリーナ。
- 田付辰子 - パリ市名誉市民。
- メイ牛山 - 美容家。

## 放送まで
今回は会場として日比谷公会堂が選ばれたが、会場の運営者は東京都職員であったため、年末の特別労働を巡って悶着があった。

## 当日のステージ
- 美空ひばりが初出場。ひばりに関しては、既に第3回（1953年1月）の時点で、出演のオファーがかけられていたが、第3回は正月興行、その次の第4回（1953年12月）は年末の公演との兼ね合いから、ひばりサイドから出演を見送られた経緯があり、NHKにとっては3度目の「ラブコール｣が実った形となった。江利チエミ、雪村いづみとあわせて、3人娘が初めて揃い踏みした[1]。
- 河野ヨシユキが11歳310日で初出場。この年齢は以後、第59回（2008年）に"藤岡藤巻と大橋のぞみ"として大橋のぞみ（当時9歳237日）が出場するまで最年少であった[注釈 1]。河野の歌唱の曲間では白組司会の高橋が「立派な男性です。念のため」と解説。
- この当時はまだテレビの普及率も高くなく、ラジオで紅白を聞く人の方が圧倒的に多かったこともあってか、上記の河野に限らず、その時のステージ上の光景が説明されることが多かったようである。江利のステージでも間奏中に男性実況アナウンサーが「ペギー葉山さんと（雪村）いづみちゃんが盛んに踊って、男性軍をからかっております」と光景を説明している。
- 白組トリは第3回以来の出場となった霧島昇が担当、返り咲き出場者がトリを飾る事例は今回が初めて（前回は年末の北海道への興行出演を優先したため出演を辞退）。
- テレビとラジオで同時中継されたが、VTRがまだ存在していなかった時代故、テレビ映像は現存しない。音声に関しては名古屋市在住の一般男性がラジオ中継の音声を録音していたオープンリールのテープが発見され、1999年末にNHKへ提供された。NHKに現存する紅白の音声は今回が最古である。ただし、録音されていたのは冒頭から1時間程の部分、並びに審査結果発表とエンディングに放送された出演歌手全員での蛍の光の大合唱の箇所のみである。
- 優勝は紅組（通算2勝3敗）。
- 今回使用したマイクロホンは、司会者用・歌手用共にRCA-77D。しかし、何故か歌手用のところだけは両軍共に同じマイクが2本並んでいる。

## 後日譚
- 今回の福士を最後にNHKの女性アナウンサーによる紅組司会は、第37回（1986年）の2人体制となった際の目加田賴子まで途絶えており、単独では第49回（1998年）の久保純子までなかった。
- 2004年にNHKラジオ第1で放送された特集番組内で、上述した現存する最古のラジオ中継の音声テープのうち、オープニングと6人の出場歌手の歌の音声が紹介された。紹介された歌手達は以下の通り（当時の歌唱順）。
  - 紅組 … 宮城まり子、松田トシ、雪村いづみ
  - 白組 … 岡本敦郎、河野ヨシユキ、藤山一郎
- 2005年にもNHKラジオ第1で放送された特集番組内で、江利チエミの歌のラジオ中継の音声が紹介されている。
- 2024年1月7日にはNHK-FM『伊集院光の百年ラヂオ』でこの回を特集、音源を紹介している。